# 브라이
브라이(아프리칸스어: braai)는 남아프리카 지역의 바비큐이다. 남아프리카 공화국 아프리카너 전통이지만, 나미비아, 레소토, 보츠와나, 잠비아, 짐바브웨 등 주변국에도 브라이 문화가 널리 퍼져 있다. 남아프리카 공화국의 국민 음식 가운데 하나이기도 하다. 남아프리카 공화국에서는 매년 9월 24일을 "브라이의 날"로 기념한다.

## 이름
아프리칸스어 "브라이(braai)"의 어원은 "굽다"를 뜻하는 네덜란드어 동사 "브라던(braden)"이다.
지역·민족에 따라 메떼오 나마(소토어: meteo nama), 베샤 나마(북소토어: bêša nama), 찌사 냐마(코사어: tshisa nyama), 파까 이가마(줄루어: faka igama) 등으로도 불린다.

## 만들기
여러 가지 고기 외에도 부레보르스 등 소시지와 옥수수, 버섯, 감자 등을 굽는다. 흔히 옥수수로 만든 팝과 남아프리카식 처트니 등을 곁들인다.

## 같이 보기
- 냐마 초마
- 수사티